# Корнів
Корнів — село в Україні, у Чернелицькій селищній громаді Коломийського району Івано-Франківської області.

## Опис
Село Корнів розташоване на правому березі річки Дністер за 22 км від районного центру і залізниці. Межує із південного заходу з с. Семенівкою та с. Раковець, зі сходу — з с. Вільхівцями і с. Олієво-Королівкою. З північної сторони межує з селом Уніж, яке розташоване на лівому березі річки Дністер.
Корнів лежить на рівнинній місцевості, так званому, Покутті, якому властиві карстові форми рельєфу. Ґрунти опідзолені чорноземи. Клімат помірно — континентальний.
На час 2007 року територія населеного пункту с. Корнів становить 1272 гектари. Земель сільськогосподарського призначення — 819 гектарів, лісу та інші землі — 162 гектари, площа села становить 151 гектар.

## Топоніміка
Існують дві легенди щодо походження назви села. Перша пов'язана з проживанням на цій території Корнія чи Корніїва. Друга назва села походить, очевидно, від того, що село будувалось на ділянці викорчуваного лісу і чагарників. Це і підказує назву Корнева — від слова коріння.

## Історія
На території села виявлено більше 15 поховань трипільської і черняхівської культур, городище, селище і поховання давньоруських часів.
Згадується 25 вересня 1447 року в актових записах Галицького суду. 23 жовтня 1455 року згадане як таке, що коломийський староста Міхал «Мужило» Бучацький заставив галицькому підкоморію Яну Колі з Далеєва за 60 марок.
У податковому реєстрі 1515 року в селі документується 5 ланів (близько 125 га) оброблюваної землі.
У 1657 році, після облоги Раковецького замку, через Корнів проходив з козаками полковник Антін Жданович. Вздовж Дністра він йшов зі своїм військом на допомогу семигородському воєводі Ракоці. Це був період, коли Богдан Хмельницький в особі Ракоці шукав спільників у боротьбі проти Польщі.
В 1667 році, а потім в 1672 — 1676 роках, під час походу турків на Раковецький замок, Корнів було пограбовано і спалено. Про село згадує у своєму щоденнику Ульріх фон Вердум (секретар французького посольства), який проїжджав краєм у 1672 році.
У 40 роках XVIII століття через село проходили опришки. В урочищі Романівка біля села є скеля з відбитком стопи і топірця. Її називають «Довбушевою скалою», про неї складено легенду.
У XVIII столітті село належало графові Дідушицькому. На початок XIX століття територія Корнівської громади належала родині Дідушицьких і становила 1727 гектарів землі. Сюди входили: орні землі 1360 гектарів, 57 гектарів — під городами селян, 36 гектарів пасовищ, 40 гектарів лук і 150 гектарів лісу. Ще і до сьогодні на околиці села в урочищі Чігор знаходиться зруйнована каплиця-гробовець, яка належала родині Дідушицьких. Як згадує Данило Пісецький, у ліску, недалеко двора, на дуже гарному місці стояла їхня каплиця — гробовець. В час мого перебування в Корневі (1905 р.) власниками були близько 35 — 40 спадкоємців- євреїв з родини Рублів. У наш час[коли?] каплиця майже повністю зруйнована.
Церква і приходство були збудовані в 1860 році. Коли в 1905 р. (родина отця Івана Пісецького) переїхала в Корнів, я, чотирирічний хлопчик, дуже радо слухав розповіді старого паламаря Данила про панщину і всяке лихо, пов'язане з нею, — згадує Данило Пісецький (син о. Івана Пісецького). В той час письменних людей у Корневі було троє — секретар (єврей), дяк і учитель старенький, сивий як голуб.
1925 року стояв у селі гарний Народний Дім, де містилась світлиця «Просвіти», театральна зала і споживча кооператива. Все це побудовано впродовж одного року, з добровільного оподаткування від кожного морга поля і з великодньої збірки, які провели парубки. Все це робилось під керівництвом о. Івана Пісецького (палкого патріота і промовця, повітового маршалка). За давнім звичаєм ходили парубки у Великодній понеділок обливати дівчат (вливаний понеділок), і це принесло 500 золотих готівкою. Зимою хор об'їздив з колядою всі сусідні села, колядуючи на Народний Дім у Корневі. Зрозуміло, що всім тим керував о. Іван Пісецький. За це, в 1930 році, у час пацифікації, "нагородила" його польська поліція - знищила на приходстві все. Навіть порозшивали солом'яні дахи. Та, на щастя, Народний Дім не потерпів, бо був збудований з каменя і дубини, а покритий бляхою. Після побудови Народного Дому, закипіла в селі праця. Щороку проводилась коляда, осіння збірка на Рідну школу. При читальні Просвіти діяв аматорський гурток і товариство Луг (1930 р.). Мета товариства Л У Г — об'єднати молодь в одну організацію, незалежно від соціального стану . І це дуже важливо. Інструкторами Лугу були Медвідь Михайло Гаврилович і Лащак Михайло Васильович, а сурмачем був Кузьма Василь Дмитрович. Входили до Лугу хлопці і дівчата.

## Хронологія села
- 1848 р. — Встановлено хрест в честь скасування панщини.
- 1912 р. — Заснування читальні Просвіта.
- 1925 р. — Побудовано Народний дім.
- 1930 р. — Заснування товариства Луг (керівник Лонич І. П.).
- 1936 р. — Побудована школа.
- 1942 р. — Збудовано на вигоні пам'ятник-могилу Борцям за державність України 1918 — 1941 р.р.
- 1961 р. — Проведено в селі світло (електрик Іванків І. Д.).(антенщик Кривко І. В)
- 1962 — 1963 р.р. — Побудовано кам'яну дорогу до Олієво-Королівки за один рік (голова кол. господарства Кацук А. К .) .
- 1980 — 1982 р.р. — Побудована типова школа (директор школи Болейчук М. В.).
- 1989 р. — Відбудували зруйновану церкву (священик І.Бурак, керівник відбудови церкви Розумний Д. В., голова господарства — Скіцько М. М.) .
- 1990 р.р. — Побудовано пилораму, розширили комору та впорядкували тік (голова господарства Скіцько М. М.).
- 1990 р. — Асфальтовано дорогу до Олієво-Королівки (голова господарства Скіцько М. М.).
- 1990 р. — Збудована могила воїнам ОУН, УПА на місці їх поховання, які впали в бою з більшовиками в Корневі на Покрову 14 жовтня 1944 року (Розумний Д. В.).
- 1992 р. — Побудовано капличку в честь незалежності України (на вигоні) (Розумний Д. В.).
- 1994 р. — Встановлено на будинку резиденції меморіальну дошку о. І. Пісецькому (Савчук М. І.).
- 1995 р. — Газифіковано село Корнів (голова господарства Романів І. П.).
- 1996 р. — Встановлено меморіальну дошку братам Дебріям (Івану і Петру) (Розумний Д. В., Койляк В. Ф., Савчук М. І.).
- 1996 р. — Збудовано млин (Романів І. П.).
- 2005 р. — Збудовано капличку на кошти Пернаровського Михайла Федоровича (в честь Воздвиження Христа).
- 2007 р. — Збудовано капличку на Селі, де щорічно проходить Водохреще, на кошти Чорнописького Дмитра Васильовича.
- 15.05.2011р. — урочисто відкрито та освячено погруддя-пам'ятник Т.Г.Шевченку (ініціатор Савчук Михайло Іванович)

## Населення
На підставі переписів кількість населення у Корневі становило:
1858 р. — 756 чол. , 1907 р. — 1188 чол. , 1910 р. — 1226 чол.
1921 р. — 1062 чол. , 1931 р. — 1414 чол. , 1990 р. — 880 чол.
1995 р. — 783 чол., 2000 р. — 769 чол. , 2005 р. — 733 чол.

### Мова
Розподіл населення за рідною мовою за даними перепису 2001 року:
| Мова       | Кількість | Відсоток |
| ---------- | --------- | -------- |
| українська | 762       | 99.74%   |
| російська  | 2         | 0.26%    |
| Усього     | 764       | 100%     |

## Відомі люди

### Народилися
- Дідушицький Мєчислав Антоній (1832 – 1872) – польський політичний та освітній діяч, філантроп, публіцист і поет.
- Теодорович Станіслав (1866 – 1923) – вірменин, бургомістр Станіславова в 1921 – 1923 рр.
- Теодорович Зиґмунт (1869 – 1942) – фармацевт, орендар і власник аптек у Золочові та Станіславові[5].
- о. Іван Розумний (16 червня 1891 – 13 травня 1948) – український священник, слуга Божий греко-католицької церкви. Від 2001 року триває беатифікаційний процес прилучення о. Іван Розумний до лику блаженних.[6]
- Пісецький Григорій – боївкар УВО, учасник нападу на поштовий транспорт під Бібркою.
- Слободян Омелян – громадський діяч, пластун, заснував у 1951 р. австралійський Пластовий музей[7].

### Проживали
- о. Пісецький Іван – парох села, голова Городенківської повітової Української Національної Ради ЗУНР.

## Матеріали про видатних земляків
Дебрій Марія (з родини Лащаків) 
В селі її називали Федиха Дебрійка, бо її чоловік — Федір Дебрій. Не можна обминути цю величну постать жінки, яка прожила довге життя і взяла на себе велику відповідальність — замінила матір шістьом дітям — сиротам. Її життя припадає на кінець другої половини XIX століття і на першу половину XX століття. Склалось так, що помирає її чоловік Федір. А у сусідстві залишились діти без батька Лащака Василя та матері з роду Ступарів, які померли майже разом. І вона, молода вдова, забрала до себе шестеро дітей: Параску, Анну, Василину, Михайла, Федора, Івана. Всіх вона виховала, подружила і весь свій маєток поділила між ними.
А була вона багатою жінкою, мудрою і грамотною людиною на той час.
Була радником у уряді села, часто спілкувалась з отцем Іваном Пісецьким, який давав їй добрі настанови для виховання дітей. Ця жінка вела велику просвітницьку роботу на селі.
Розумний Дмитро Васильович, уродженець села Корнева (1928 р.). Працював вчителем трудового навчання в Корнівській школі (1965 — 1975 р.р.). Він був не просто вчителем, а вчителем — майстром своєї справи. Вчив дітей майструвати, газдувати, будувати, садити сад. За час роботи в школі побудував майстерню, їдальню, посадив сад . Дмитро Васильович скрізь приклав свій розум і умілі руки. Під його керівництвом відбудувалась церква, побудована каплиця в честь Дня Незалежності України, побудована могила воїнам ОУН, УПА, які полягли в селі Корневі в бою з більшовиками 14 жовтня 1944 р., придбано і встановлено фігуру Ісуса Христа на церковному подвір'ї. Про цю людину довго будуть згадувати прийдешні покоління.
І  щоночі  снились  мені  …
Оті  страшні , холодні  Колимські табори.
Іванків Іван Дмитрович.
Народився Іван Іванків в селянській сім ї Василини та Дмитра Іванкових 26 травня 1928 року в селі Корневі Городенківського району Івано-Франківської області. Після закінчення семирічки в селі Корневі в 1943 році навчався в Городенівській промисловій школі. У 16 років став членом Юнацтва ОУН. Навчався в Коломийському педагогічному училищі, але через переслідування органів КГБ змушений залишити педагогічне училище і перевестись у Чернелицьку середню школу, яку закінчив 1948 року. Того ж року поступив в Чернівецький державний університет на факультет іноземних мов. Звідти був арештований і засуджений воєнним трибуналом військ МВД Чернівецької області на 25 років позбавлення волі. Суд проходив 13-14 квітня 1949 року. Відбував своє покарання в далеких таборах Магаданської області. Звільнений 20 серпня 1956 року. Не судилось бути вчителем. Здобуває професію електрика там же, на Колимі. Мріє повернутись в рідний Корнів і зробити щось доброго для своїх односельчан.
Так і сталося. Повернувся Іван Іванків додому в 1960 році в листопаді місяці. Складає карту, креслить схему електрифікації села, організовує бригаду. Під його керівництвом здійснюються всі монтажні роботи. Незважаючи на перешкоди, при Божій помочі і підтримці свідомого населення села Корнева, 31 грудня 1961 року в селі було свято — засвітилось електричне світло. Це була надзвичайна подія села Корнева. Так Іванків Іван Дмитрович пропрацював 32 роки електриком в селі Корнів.
Іванків Іван Миколайович
Іван Миколайович, уродженець села Корнева (1931 р.) — інвалід, без правої руки і ока. Але Бог не забув про нього. Наділив його таким талантом, що часто заздрять йому здорові знаючі майстри. Це конструктор-самоучка. Він, що задумає, відразу креслить проект і точить чи вирізблює на верстаті. Сам сконструював токарний верстат, на якому може виточити любу річ. Верстат так працює в нього, як у доброго музиканта скрипка. Багато праці і уміння приклав для виготовлення і оздоблення куполів на церкві. А скільки речей зроблено однією рукою цієї людини, що прикрашають церкву всередині. Люди шанують і поважають цю людину за його талант і людяність.
Струк Іван Олексійович
Уродженець села Корнева (1932). Брав активну участь у побудові церкви святого архистратига Михаїла в с. Корнів, а також двох капличок. Він спроектував і побудував своїми руками куполи церкви і капличок. Майстер “золоті руки”, бляхар, різьбяр. Його руки прикрасили багато будівель і покрівель в с. Корневі і за його межами. В пам’яті людей він залишив добрий слід своєю працею.
Туць Андрій Федорович
Уродженець с. Корнів (1935). Закінчив Львівський Державний університет ім. Івана-Франка, філологічний факультет, Чернівецький Державний університет ім. Федьковича, факультет іноземних мов (заочно) . Працював вчителем німецької мови в с. Росохач Городенківського р-ну.  Андрій Федорович був інтелектуалом з великої літери. Своїм “словом” боровся за незалежність України. Як делегат, відвідав з’їзд Товариства української мови “Просвіта” в м. Києві, м. Івано-Франківську, м. Городенка. Друкувався в газеті “Агро” м. Коломиї, багато писав для дітей. Володів унікальною науковою бібліотекою. Помер від тяжкої хвороби у 1994 р. В пам’яті села залишився як високоосвічена людина, вірний син України.
Чорнописький Іван Петрович
Уродженець села Корнів (1938), у даний час проживає в  м.  Києві. Закінчив Чернівецький Державний університет ім. Ю. Федьковича, фізико-математичний факультет. Кандидат фізико-математичних наук, працював викладачем в інституті математики м. Києва. Він є інтелектуальною гордістю нашого села.
Іванків  Марія  Миколаївна
Народилась 18 січня 1940 року в селі Губин Бучацького району Тернопільської області. 1958 року закінчила культосвітнє училище. Направлена в село Корнів завідувачкою клубу. Робота була запущена. Довелося починати все спочатку. Молодь горнулась до молодого спеціаліста і за короткий час про Корнів заговорили навколишні села . Концерти , вистави ожили на сцені. В клубі панували мир і злагода. Всі заходи , які проводились в клубі , були платними і облікувались . Виручені гроші йшли на потреби клубу. За період роботи в клубі ( 1958 – 1964 р.р. ) Марія Іванків зуміла підняти культосвітню роботу села на високий рівень і брати участь в районних оглядах художньої самодіяльності . З 1964 року працює на педагогічній ниві . Виховала і випустила не одне покоління. Брала активну участь в громадському житті села. Та найбільше їй хотілось поділитися з учнями тим багажем знань про народні звичаї та традиціє нашого краю , які лежали в глибині душі і про них не можна було розповідати , як і про інші події 40-50 років. Та ось і настав той довгожданний час ,коли вчителька розкрила перед дітьми усі таємниці . Уже у 1989 році , ризикуючи , співала з дітьми про Січових срільців , водила гаївки біля церкви . Марія Миколаївна депутат сільської ради трьох демократичних скликань, нагороджена нагрудним значком Відмінник освіти України .
Болейчук  Михайло  Васильович
1946 року народження 18 жовтня, уродженець  села  Русова  Снятинського  району  Івано-Франківської  області. Працює в селі Корневі з 1969 року вчителем. Зарекомендував себе добрим спеціалістом, відданим педагогом. Директор школи з 1980 року. Під його керівництвом будувалась школа. Багато зусиль приклав для обладнання класів і кабінетів. Все виніс на своїх плечах.
```
         Це  надзвичайно  добра , чуйна , доступна  людина , яка  розуміє  своїх  колег,
```

завжди приходить на допомогу. Його керівництво школою припало на нелегкі роки. Та він робить все для згуртування колективу, щоб панувала здорова атмосфера взаєморозуміння і поваги між вчителями. Забезпечує нормальні умови роботи школи. Михайло Васильович бере активну участь у громадському житті села, член виконкому сільської ради, нагороджений грамотами Міністерства освіти і науки, має звання Старший вчитель.
Барчинський Роман Ількович
Уродженець с. Корнева (1949). Закінчив Івано-Франківський педагогічний інститут ім. Стефаника (1974), історичний факультет.  Працював  вчителем  і директором школи в с. Вільхівці Городенківського р-ну. Згодом  був переведений в школу с. Корнева на посаду заступника  директора школи з навчально-виховної  роботи. Роман Ількович був вчителем з великої літери. Працював, віддаючи серце і душу дітям. На уроках християнської етики вчив дітей молитися, любити Бога, поважати батьків, рости вдячними, і справедливими. Як історик володів багатющим матеріалом  щодо становлення України  як самостійної держави. Роман Ількович був патріотом, людиною надзвичайно віруючою, ніс Боже слово в люди. Але, на  жаль, важка хвороба забрала його з життя (2004). В пам’яті односельчан він залишився тим промінчиком надії, любові, добра.
Кривко Марія Петрівна
Уродженка села Корнів (25 серпня 1949 року). Тридцять років пропрацювала на посаді завклубом с. Корнів. Двадцять  років віддала Народному хору “Дністрові зорі”  (під  керівництвом  І. Фенютчиного). Була його солісткою. У 1985 році створює власний жіночий фольклорний колектив. Займається відтворенням фольклору рідного села. 1989-1990 роки бере активну участь у пропаганді незалежності України, її героїчного минулого, через пісню і слово. 1990 рік ,  весна, фольклорно-етнографічний колектив з великим успіхом виступає на сцені  Жовтневого палацу  , виконуючи весняні гаївки націоналістичного змісту. Виступ транслювався по національному телебаченню. Жіночому фольклорному колективу “Дністряночка”, керівником якого була Кривко Марія Петрівна, було присвоєно звання народного. Колектив було нагороджено багатьма відзнаками, дипломами, грамотами. Вагомий внесок Марія Петрівна зробила для пропаганди рідної культури. Вела роботу з молоддю. Веснянки, колядки, які були виконані народним фольклорно-етнографічним колективом “Дністрянка” – це є творіння мистецтва жителів села Корнева, неповторне і хвилююче.
Пернаровський Михайло Миколайович
Уродженець с. Корнів (1950). На даний час проживає в рідному селі. Закінчив художнє училище ім. І. Труша   в м. Львові. За направленням працював художником в художній майстерні  Івано-Франківського побутового комбінату. Михайло Миколайович займається іконописом, пише картини. Його витвори мистецтва прикрашають церкву св. Архистратига  Михаїла  с. Корнева   та сільських капличок. Пейзажі, портрети, написані рукою Михайла Миколайовича , милують око відвідувачам Народного Дому села. В свої роботи він вкладає ту любов, іскринку свого серця, яку він дарує людям. Великий внесок художник зробив для оформлення сільської школи. Як людина всесторонньо розвинена, володіє прекрасним голосом. Є активним учасником церковного хору церкви с. Корнів.
Кривко Володимир Іванович
Уродженець с. Корнів (1953). Закінчив Коломийське педагогічне училище, музичний відділ. Вступив до Київського педагогічного інституту (муз.відділ), звідки, завдяки високим музичним здібностям, був переведений до Одеської консерваторії, яку і закінчив. На даний час працює солістом Львівського Державного Академічного театру опери та балету ім. С. Крушельницької. Надзвичайно творча людина, яка є мистецькою гордістю  с. Корнів. Проживає в м. Львові.
Кривко Микола Іванович
Уродженець с. Корнів (1954). Закінчив Ужгородське училище прикладного та декоративного мистецтва, Львівський інститут прикладного та декоративного мистецтва. Член Національної Спілки Художників України. На даний час проживає в м. Івано-Франківську. Працює, на замовлення, з деревом, пише картини аквареллю і маслом. Займається скульптурою. Микола Іванович в своїх мистецьких витворах несе радість людям, дарує прекрасне і живе.
Романів Михайло Васильович.
Уродженець с. Корнів (1956). Закінчив Чернівецький Державний університет ім. Федьковича, економічний факультет. Голова Державної Адміністрації Чернівецької області (2003-2004) , депутат обласної ради. Кандидат економічних наук, доктор філософії, доцент. Він є інтелектуальною гордістю с. Корнева, людиною високоосвіченою, розумною. В сім’ї виховувався на національних ідеях, любові до України. Його праця відзначена на найвищому державному рівні медалями, орденами, грамотами. Займається благодійністю. Прикладом є дуже цінний для школи с. Корнева комп’ютер, подарований Михайлом Васильовичем. На даний момент п. Романів Михайло є ректор Економіко-Правничого інституту м. Чернівці.
Маник  Володимир  Іванович
Уродженець  села  Корнева  ( 1963р.). Закінчив  Прикарпатський  університет  ім. Василя  Стефаника , музичний  факультет.Добрий  музикант , працює  в  муніципальному  оркестрі.Неодноразово  допомагав  в  організації  і  виступі  художньої  самодіяльності  школи.
Лукинів Надія Василівна
Уродженка с. Корнів, але проживає в м. Івано-Франківську. Багаторазова чемпіонка України з легкої атлетики по штовханню ядра. В 1995 році брала участь в змаганнях за кубок Європи, які відбувалися у Франції, місто Ліль. Зайняла почесне третє місце. Змагалася в Німеччині, м. Мюнхен (1997-1998), у Росії, м. Санкт-Петербург. В Литві, м. Каунас, п. Надія стала чемпіонкою СРСР з легкої атлетики. Ця людина є гордістю не лише держави – Україна, але рідного її серцю Корнева.
Чорнописький Дмитро Васильович (1968)
Уродженець села Вільхівців, але проживає в с. Корневі. Дмитро побудував капличку, а також реставрував криницю в мальовничому куточку села, де кожного року, на Водохреще, освячується вода.  Це  архітектурне творіння є прикрасою села Корнів. Капличка , наче білий голуб , сповіщає корнівчан про ту Благовість, яка сходить на людей в день Водосвячення і хрещення Ісуса.

## Славні сім'ї села
Сім'ї XIX ст.
Сім'я  Кубійовичів
Заслуговують  на  згадку  сини  Антона  і Марії, родом Пернаровської, передові діячі в громаді і поза нею. Найстарший Олекса записався в громаді тим, що подарував ґрунт враз із хатою, яка стала служити за Народний Дім. Олекса був бездітний і увесь вільний час присвячував праці в громаді. Степан був другим з роду, теж був активним учасником в громадській праці . Мав сина Михайла і доньку Ганну. Михайло закінчив середню і вищу школу. Став інженером-конструктором. Володислав був третій з черги, мав двох синів – Михайла і Степана.Був неперевершений в селі майстер в різьбі. Його син був неабияким рисівником-самоуком. Володислав і його сини теж брали участь у громадській праці. Наймолодший був Михайло. Він закінчив 6 класів гімназії в Стрию. Згодом був довго приватним учителем. Вчив учнів нижчої гімназії, підготовляв їх до вступних іспитів. Михайло Кубійович брав доволі жваву участь в українському житті Нового Санча. Він близько співпрацював з радником Василем Яворським, послом до Віденського Парламенту. Був членом управи Філії Товариства Просвіти в Новому Санчі, яка в тому часі була центром українського життя в Сандецькій Лемківщині, на чолі якої стояв В.Яворський. Філія Просвіти дала почин до заснування Лемківського Банку , а також опікувалася українською Бурсою в Новому Санчі. В обох установах був діяльний М.Кубійович. Син його, Володимир, відомий український учений в ділянці географії та суспільних наук, редактор Енциклопедії Українознавства.
Сім'ї  першої половини XX ст.
Отець  Іван  Пісецький  разом  з  дружиною  Ольгою  виростили , вивчили  семеро  дітей .  Діти  одержали  добре  виховання  і  разом  з  батьками  вели  велику просвітницьку роботу і давали всім вищу освіту,за окрему плату.
Цимбала  Онуфрій  працював  сільським  дяком . разом  з  дружиною  були  розумними , начитаними  людьми  того  часу . До  них  зверталися  односельчани  за  різною  допомогою . Ці  люди  віддані  патріоти  України . Виховали  четверо  дітей.
Троє за свої ідейні переконання були ув язнені і відбули покарання в різних таборах Сибіру .Там вони отримали вищу освіту та міцне здоров'я. 
Сім'ї  другої половини XX ст.
Загарук  Іван  Михайлович (директор  школи  1956-1968 р.р.)  разом  з  дружиною , вчителькою  біології , Ольгою  Василівною  внесли  великий  вклад  в
піднесення освітнього рівня молоді . Ця сім я приклалась до будівництва шкільної їдальні , майстерні , посадила молодий сад . Залишила добру згадку після себе.
Кривко  Іван  Михайлович ( секретар  сільської  ради 1951-1960 р.р.)  з  ініціативи  і  його  керівництва  побудована  сільська  рада. Разом  з  дружиною , вчителькою Євдокією  Павлівною , виховали  троє  дітей  і  дали  їм  вищу  освіту.
Струк  Михайло  Олексійович  разом  з  дружиною  Павліною  Євстахівною працювали  в  бухгалтерії    колективного  господарства.
Були скромними людьми , зразковими батьками в селі . Виростили і виховали шестеро дітей , дали їм вищу освіту.
Пернаровський   Микола  Михайлович - інвалід   другої  групи  Другої  світової
війни . Довгі роки працював в бухгалтерії колективного господарства. Ця людина надзвичайно добра і скромна . Завжди допомагав односельчанам . Разом з дружиною Параскою Василівною виростили і виховали двох синів і дали їм вищу освіту.
Іванків  Іван  Дмитрович   ( електрик  1961-1992 р.р.)  разом  з  дружиною вчителькою Марією Миколаївною на початку 60 років внесли великий вклад в піднесення культурноосвітнього рівня і соціального розвитку села. В 70 – 80 роки переслідувались органами КГБ. Сім’я внесла великий внесок у відродження самостійної України . Виростили і виховали двох синів . Дали їм вищу освіту.
Болейчук  Михайло  Васильович, директор  школи  з  1980  року . Разом   з  дружиною , вчителькою  біології  Параскою  Миколаївною , були  відданими  педагогами. Зробили  великий  внесок  в  розвиток  освіти. Зразкова  сім я  педагогів ,
Вони разом ділили радощі і невдачі , разом їх долали .Добрі вчителі , мудрі порадники . Виростили і виховали двох дітей і дали їм вищу освіту .
Барчинський  Роман  Ількович  , заступник  директора  школи  з  навчально – виховної  роботи . Разом  з  дружиною , вчителькою  Ганною  Данилівною , були  зразковою  сім єю  в  селі. Добрими  і  відданими  педагогами , завжди  приходили  на  допомогу  слабшим. Ця  сім я  внесла  великий  вклад   у  відродження  самостійної  України. Виростили  і  виховали  двох  дітей  і  дали  їм  освіту.
Пернаровський  Іван  Миколайович , вчитель   математики  з  1980  року.  Разом з  
дружиною , секретарем сільської ради , Михайлиною Іванівною зробили багато для своїх односельчан. Ця сім я була прикладом для інших.До них за порадою і допомогою звертались односельці. Всім вони давали вичерпну відповідь. Виростили сина і дали йому вищу освіту.
Савчук  Михайло  Іванович , вчитель  народознавства , разом  з  дружиною  Ганною  Іванівною  в  час  відбудови  України  активно  включились  у  відродження
українських звичаїв і обрядів . За свої власні кошти разом з Розумним Б.М. придбали і встановили фігуру Божої Матері. Виростили і виховали двох синів і дали їм вищу освіту

## Економіка
Село в минулому розвивалось за рахунок землеробства і тваринництва. Працювали два млини, ґуральня. Після «колективізації» і створення в селі колгоспу 1940 р. і 1948 р., крім доходів від землі і тваринництва, значною підмогою були кам'яні кар'єри, вапнярка. Населення користувалось лісом, а це — матеріал для будівництва і опалення сільських осель.
На даний час економічні складові і економічні можливості села зведені до найменшого і розбалансовані.

## Соціальна сфера
Для потреб жителів села побудований млин, працює пошта, медпункт. На початку 90 років працювала ощадкаса, побуткомбінат, два автобуси для перевезення людей. На території села були розміщені і працювали три магазини: продуктовий, промисловий, господарський. Тепер є дві торгові точки. Діти навчались в школі, яка розміщувалася в різних приміщеннях і в різних частинах села. З 1982 року учні навчаються в новій, типовій школі, працює дошкільна група при школі . На території села є клуб (Народний Дім — 1925 р.), переобладнано приміщення старої школи для Народного Дому і сільської бібліотеки. В 2006 році побудовано прало. Протягом 1995–1996 року повністю газифіковано село.
Політичне життя села багато в чому залежало від роботи читальні просвіти, роботи аматорських гуртків, постійного інформування населення провідниками сільської громади. Такими людьми були о. І. Пісецький, І. Лонич, Михайло Медвідь, Лащак Михайло. Товариство Луг вело постійну роботу об єднання молоді. На даний час нараховується два товариства Просвіта, осередок КУН-у та осередок НРУ, а також симпатики різних політичних партій. На політичне життя людей значний вплив має преса, телебачення, радіо, а також зустрічі із політичними, державними службовцями, депутатами Верховної Ради України, іншими керівниками. Після проголошення Незалежності України жителі села постійно підтримують демократичні сили розбудови держави. Більше 90% населення Корнева голосували на референдумі за Незалежність України.
Перспектива розвитку села лежить через досягнення показників у рослинництві і тваринництві. Високі урожайні землі можуть дати доходи, за рахунок яких може в майбутньому стабільно розвиватись село, адже окремі площі ріллі вже давали 50-60 ц. урожаю зернових, чи 430–500 ц. цукрового буряка. Великий дохід господарство в попередні роки одержувало від тваринництва і вирощування тютюну. В перспективі можна використовувати великі запаси глини, гравію, піску, гірських порід. На окремих схилах земельних угідь можна розвивати вівчарство, городництво, користуватись дарами лісу чи розвивати інші допоміжні промисли.